# É bananerna fina?
E' bananerna fina?! är den andra skivan med Trazan & Banarne. Skivan lanserades på LP och kassettband 1978 och på CD-skiva 1994. 

## Låtlista
1. Balla Trazan Apansson
2. Våran skog
3. Björnar älskar honingssmaken
4. Dom har inga bananer
5. Tänk om jag vore en liten lian
6. Om-sången
7. Krypälskarnas vals
8. Räven
9. Brännbollsdemokrati
10. Djungel-Jims kanin (Plutt-visa)
11. I restaurangen 1
12. Sov lilla Totte
13. Vi har en koja
14. Apanssons yrke
15. Brödfruktträdet
16. Jag är en liten mört
17. Trazan & Banarne klättrar i lian
18. Min häst
19. Fan-posten
20. Min systers katt
21. I restaurangen 2
22. Bongo, Bongo
23. Ankan